# Villota del Páramo
Villota del Páramo è un comune spagnolo di 438 abitanti situato nella comunità autonoma di Castiglia e León.